# 740 Cantabia
740 Cantabia eller 1913 QS är en asteroid i huvudbältet, som upptäcktes 10 februari 1913 av den amerikanske astronomen Joel Hastings Metcalf i Winchester. Den har fått sitt namn efter den amerikanska staden Cambridge (av Cantabrigia, det latinska namnet på staden).
Asteroiden har en diameter på ungefär 90 kilometer.